# 壺關戰鬥
壺關戰鬥發生於1940年元月5日－24日，地點則是在中國晉東一帶。是抗日戰爭主要戰鬥之一，交戰一方為中華民國國民革命軍，另一方則為日軍。